# Forcipomyia submurina
Forcipomyia submurina är en tvåvingeart som beskrevs av Remm 1980. Forcipomyia submurina ingår i släktet Forcipomyia och familjen svidknott. Inga underarter finns listade i Catalogue of Life.